# Pere Carceller i Galindo
Pere Carceller i Galindo (Forcall, Castelló, 1908 – Barcelona, 1989) va ser un compositor valencià.
Va ingressar a l'orde dels escolapis el 1923. L'any 1934 es va traslladar a Cuba. Va estudiar cant gregorià i la seva aplicació en la liturgia en llengües vernacles. Va obtenir el títol de Choir-Master en el Gregorian Institute of America (Toledo, Ohio, Estats Units). A més, també va estudiar durant set anys al Conservatori Municipal de L'Havana sota la direcció de Justo Ojangueren, al Conservatori de Barcelona i a Montserrat i a Solesmes amb E.Cardine. Durant la seva estança a Cuba va ser professor de cant gregorià i inspector musical al seminari El Buen Pastor de L'Havana. El 1961 va estar destinat al col·legi de Granollers (Barcelona) i el 1964 es va ocupar de la formació dels germans no clergues a la casa de la Alella (Barcelona). Entre 1968 i 1985 va residir a la comunitat del col·legi de les Escoles Pies de Barcelona, on va ser músic dels Pueri Cantores. Després va ser enviat a la Comunitat de Madrid on va romandre fins al 1988.
La seva producció musical inclou diverses misses, al·leluies, antífones, salms, himnes i cànons: algunes d'aquestes peces estaven destinades als Pueri Cantores. La Missa Centessimo anno per a 4 veus mixtes i orgue va ser instrumentada per gran orquestra per el músic cubà Gonzalo Roig. Al seu retorn a Espanya és probable que Carceller portés el seu arxiu, ja que a L'Havana queden poques obres seves.

## Obres
- Mises: a Missa Centessimo anno, 4V, orgue, 1957. Misa "Poble de Déu", Cor, orgue, 1966.